# صموئيل هند
صموئيل هند (بالإنجليزية: Samuel Hind)‏ (14 ديسمبر 1850 في المملكة المتحدة - 28 مارس 1923) هو لاعب كريكت بريطاني (وحمل سابقاً جنسية المملكة المتحدة لبريطانيا العظمى وأيرلندا). لعب مع نادي مقاطعة نوتنغهامشير للكريكت ‏.

## وصلات خارجية
- صموئيل هند على موقع إي آس بي آن كريك إنفو (الإنجليزية)